# Білик Олена Миколаївна
Білик Олена Миколаївна (нар. 25 липня 1967, Харків) — українська науковиця в галузі методики викладання мовних дисциплін та соціальної педагогіки, викладачка. Кандидат педагогічних наук (1998), доцент (2003), доктор педагогічних наук (2018), доцент кафедри психології, педагогіки та філології, проректор з науково-педагогічної роботи та міжнародних зв'язків Харківської державної академії культури.

## Біографія
Олена Миколаївна Білик народилася 25 липня 1967 року у Харкові. Закінчила філологічний факультет Харківського державного університету імені М. О. Горького за спеціальністю «Російська мова та література» у 1989 році. Працювала вчителем Харківської середньої школи № 163 у 1989—1991 роках. Обіймала посаду викладача сектору мовознавства Харківського державного педагогічного університету ім. Г. Сковороди протягом 1995—1997 років. Навчалась на факультеті перепідготовки у Харківському обласному інституті вдосконалення вчителів. Закінчила у 1998 році, отримала кваліфікацію «Вчитель української мови та літератури».
У 1995 році закінчила аспірантуру Харківського національного педагогічного університету. Захистила кандидатську дисертацію "Факультативний курс «Вступ до слов'янських мов як засіб підвищення рівня мовної компетенції учнів старших класів» (наук. керівник — Л. М. Черняк).
У Харківській державній академії культури працює з 1997 року. Викладає навчальні дисципліни: «Українська мова як іноземна», «Українська мова: академічне письмо», «Теорія та практика наукового редагування», «Українська мова за професійним спрямуванням», «Давньослов'янська мова». Обіймала посади викладача, старшого викладача, доцента, завідувача кафедри мистецтвознавства, літературознавства та мовознавства (2005—2014), декана по роботі з іноземними студентами (2003—2010), завідувача центру міжнародної освіти і співробітництва (2010—2013), проректора з науково-педагогічної роботи та міжнародних зв'язків.
Сфера наукових інтересів стосується методики викладання лінгвістичних дисциплін, проблем міжкультурної комунікації, акультурації та соціалізації іноземних здобувачів вищої освіти, інтернаціоналізації вищої освіти.
Протягом 2013—2016 років навчалася в докторантурі Харківської державної академії культури. У 2018 році захистила дисертацію «Теорія та методика соціалізації іноземних студентів в освітньо-культурному середовищі вищого навчального закладу» (наук. консультант — професор А. О. Рижанова).
Олена Миколаївна Білик входить до складу редакційної колегії фахового збірника Харківського національного університету ім. В. Каразіна «Викладання мов у вищих навчальних закладах освіти на сучасному етапі. Міжпредметні зв'язки».
Науковиця бере участь у заходах, пов'язаних з проблемами підготовки іноземних громадян у закладах вищої освіти України. Є учасником всеукраїнських та міжнародних конференцій, семінарів та круглих столів. Неодноразово входила до складу журі обласного етапу конкурсу «Учитель року» та обласної олімпіади з української мови.
За високий професіоналізм, патріотизм, відданість справі в умовах збройної агресії російської федерації проти України та з нагоди Всесвітнього дня туризму в Україні відзначена грамотою Харківської обласної військової адміністрації.

## Основні праці
Має понад 200 наукових публікацій.
- Ділова українська мова: навч.-метод. матеріали / Харків. держ. акад. культури, Каф. л-ри ; [уклад.: О. М. Білик, Д. С. Трушевський]. — Харків : ХДАК, 2003. — 35 с.
- Мітіна Л. С. Мова як об'єкт теорії : навч. посіб. / Л. С. Мітіна, Д. С. Трушевський, О. М. Білик ; Харків. держ. акад. культури. — Харків : ХДАК, 2005. — 103 с.
- Білик О. Культурно-мистецька підготовка іноземних громадян у Харківській державній академії культури: сучасний стан та перспективи / О. М. Білик // Вісник Харківської державної академії культури: зб. наук. пр. / М-во культури України, Харків. держ. акад. культури ; [редкол.: В. М. Шейко (відп. ред.) та ін.] ; за заг. ред. В. М. Шейка. — Харків: ХДАК, 2013. — Вип. 40. — С. 213—222.
- Білик О. Етнографічні навчальні відеофільми як засіб соціокультурної адаптації іноземних студентів / О. Білик, А. Борисова, Т. Ульянова // Актуальні питання організації навчання іноземних студентів в європейському освітньому просторі. — Тернопіль, 2014. — С. 171—174.
- Білик О. Діалогова концепція культури як основа соціалізації іноземних студентів в освітньо-культурному середовищі вищого навчального закладу / О. Білик // Новий колегіум. — 2015. — № 4. — С. 38-43.
- Білик О. М. Соціалізація іноземних студентів в освітньо-культурному середовищі вищого навчального закладу України : монографія / О. М. Білик ; Харків. держ. акад. культури. — Харків : Майдан, 2016. — 334 с.
- Трансформація картини світу у процесі психологічного супроводу міжкультурної адаптації студентів-іноземців у країні навчання : монографія / [авт. кол.: А. О. Борисова, А. М. Большакова, О. М. Білик та ін.; за заг. ред. А. О. Борисової]. — Харків : Лідер, 2017. — 178 с.
- Трансформація соціальної педагогіки та соціальної роботи в культурі інформаційного суспільства: кол. монографія (до 90-річчя ХДАК) / [авт. кол.: А. О. Рижанова та ін. ; за наук. ред. А. О. Рижанової] ; М-во культури України, Харків. держ. акад. культури. — Харків: ХДАК, 2019. — 207 с. — 300. — Серед авт.: О. М. Білик, Н. О. Максимовська, Ю. М. Нагорний та ін.
- Міжкультурна комунікація в університетському освітньому просторі : колект. монографія / [авт. кол.: С. Волков, О. Білик, С. Домнич та ін. ; за ред. Н. І. Ушакової]. — Харків : ХНУ ім. В. Н. Каразіна, 2019. — 232 с.
- Development of Social Creativity of Future Culture Managers / A. O. Ryzhanova, N. O. Maksymovska, O. M. Bilyk et al. / Journal of Educational and Social Research. — 2022. — Vol. 12, № 6. — P. 63-80.